# مانشستر يونايتد موسم 1978–79
كان موسم 1978–79 هو الموسم السابع والسبعين لمانشستر يونايتد في الدوري الإنجليزي لكرة القدم، والموسم الرابع على التوالي في الدرجة الأولى لكرة القدم الإنجليزية.  أنهى الفريق الموسم في المركز التاسع بالدوري، لكنه كان أكثر نجاحاً في كأس الاتحاد الإنجليزي ، حيث وصل إلى المباراة النهائية حيث خسر 3–2 أمام أرسنال في ويمبلي، واستقبل هدفاً متأخراً من ألان سندرلاند في الدقيقة الأخيرة من المباراة بعد أن كان متأخراً 2–0 ليصبح التعادل 2–2 في الدقائق الأخيرة من المباراة.